# Kütüklü, Yeşilli
Kütüklü là một xã thuộc huyện Yeşilli, tỉnh Mardin, Thổ Nhĩ Kỳ. Dân số thời điểm năm 2010 là 403 người.